# Miroslav Grandtner
Miroslav Grandtner (1928-2013) est un botaniste et ingénieur forestier slovaque naturalisé canadien qui fut professeur à l'Université Laval.

## Biographie
Miroslav Grandtner nait le 23 août 1928 à Liptovská Teplička en Slovaquie où il passe sa jeunesse dans les forêts du massif des Basses Tatras. L'influence de son père forestier ainsi que le milieu instillent assez tôt chez lui un intérêt pour la forêt.  Il commence ses études en foresterie à l'Université de Košice en 1948, mais ne peut les terminer à cause de difficultés avec le régime communiste qui le forcent à s'exiler. 
Sans passeport et sans visa, il traverse les frontières jusqu'en Belgique. Il arrive à terminer ses études à l'Université de Louvain où il obtient un diplôme d’ingénieur des eaux et forêts. Il migre au Canada et des connaissances le mettent en contact avec Félicien Rivard, ingénieur forestier pour la Canadian International Paper Company. Ce dernier l'oriente vers la Faculté d’arpentage et de génie forestier de l’Université Laval s'il veut œuvrer dans le domaine étant donné son absence de connaissance de la forêt québécoise. Il y complète une maîtrise en 1959 sous la direction d'André Lafond,. Miroslav Grandtner fut un pionnier de l'écologie forestière au Québec. Il fut professeur d'université de 1958 à 1994. L'une de ses œuvres principales est le dictionnaire mondial des arbres,.   
Les activités de recherche de Miroslav Grandtner portent surtout sur la classification et la cartographie de la végétation au Canada et ailleurs dans le monde. Il collabore à différents projets gouvernementaux et internationaux. Il décède à Québec le 21 février 2013, à l'âge de 84 ans.